# Баштино (Силистренская область)
Баштино (болг. Бащино) — село в Болгарии. Находится в Силистренской области, входит в общину Главиница. Население составляет 190 человек.

## Политическая ситуация
В местном кметстве Бащино, в состав которого входит Баштино, должность кмета (старосты) исполняет Найле Мустафа Хайрулла (Национальное движение «Симеон Второй» (НДСВ)) по результатам выборов.
Кмет (мэр) общины Главиница — Насуф Махмуд Насуф (Движение за права и свободы (ДПС)) по результатам выборов.